# Filípic (comte dels excubitors)
|  | No s'ha de confondre amb Filípic Bardanes. |

Filípic (grec: Φιλιππικός; r. 580–610) va ser un general de l'Imperi Romà d'Orient, comes excubitorum i cunyat de l'emperador Maurici (r. 582–602). La seva exitosa carrera com a general va durar tres dècades, principalment contra els perses sassànides.

## Carrera sota Maurici

Mapa de la frontera romana-persa.

Poc es coneix sobre els primers anys de Filípic. Es va casar amb Gordia, germana de l'emperador Maurici (r. 582-602), probablement el 583, i en algun moment va ser elevat a l'alt rang de patrici. Aproximadament a la mateixa època, va ser nomenat comes excubitorum (comandant dels Excubitors, el guardaespatlles imperial), i el 584, va substituir Joan Mistacó com a magister militum per a l'Orient, convertint-se així en responsable de la direcció de la guerra en curs contra els perses sassànides.
Va dirigir nombroses incursions contra el territori persa els anys 584–585, devastant les planes prop de Nisibis, i fent incursions a les regions d'Arzanene i Mesopotàmia oriental. Durant el mateix període, va intentar activament millorar la disciplina i l'eficiència de les seves tropes.
Filípic va passar l'hivern de 585–586 a Constantinoble, i va tornar al seu quarter general a Amida (Armènia) a la primavera. Després que les propostes de pau perses foren rebutjades, va avançar amb les seves tropes cap a la frontera, on va derrotar una força persa superior, dirigida per Kardarigan a la batalla de Solacó. Després va procedir a envair i saquejar Arzanene i va posar setge a la fortalesa de Clomaron. Tanmateix, l'arribada d'un exèrcit de socors persa va espantar als romans, que van fugir desordenadament cap al seu territori. Allà, possiblement a causa d'una malaltia, va lliurar el comandament del seu exèrcit al seu hipoestrateg (tinent general) Heracli el Vell, el pare del futur emperador Heracli (r. 610–641). A la primavera del 587, va tornar a estar malalt i no va poder fer campanya en persona. Va assignar dos terços del seu exèrcit a Heracli i la resta als generals Teodor i Andreas, i els va enviar a assaltar el territori persa. Aquell any no va fer campanya i, a l'hivern, va marxar cap a Constantinoble. En el seu camí, va saber que havia estat substituït per Prisc.
Quan Prisc va arribar a l'Est, però, els soldats es van negar a obeir-lo i van escollir el dux de Phoenice Libanensis, Germà, com a líder en el seu lloc. Filípic, que aviat va ser reelegit com a comandant d'Orient, només va poder assumir el seu comandament després que el motí fos sufocat gràcies a la intervenció del patriarca d'Antioquia. Després d'una reconciliació pública amb les seves tropes, l'estiu de 589 va fer campanya contra la ciutat de Martiròpolis, que recentment havia caigut en mans dels perses per la traïdora deserció d'un oficial romà anomenat Sites. Filípic no va poder recuperar-la i va ser derrotat per una força de socors persa dirigida per Mahbodh i Aphrarat, després de la qual cosa va ser substituït per Comencíol.
Llevat d'una missió diplomàtica l'any 590 davant el recentment deposat governant persa Còsroes II (r. 590–628), que s'havia refugiat en territori romà, Filípic desapareix de l'escena durant diversos anys. L'any 598, va ser nomenat breument general en la guerra en curs als Balcans, i algunes fonts li atribueixen una victòria sobre els àvars a Tràcia, encara que probablement això es degui a una confusió amb el general Prisc.

## Carrera sota Focas i Heracli
En algun moment de l'any 602, van caure sobre ell les sospites de conspirar contra l'emperador Maurici, ja que una profecia deia que el nom del successor de Maurici començaria amb un Φ (Phi). En efecte, poc després, Maurici va ser deposat i assassinat per una revolta de l'exèrcit balcànic dirigit per Phocas. Com a soci proper de Maurici, Filípic va ser tonsurat i obligat a entrar en un monestir a Crisòpolis. Encara era al monestir quan Heracli va enderrocar Focas l'any 610. El nou emperador el va recordar i el va enviar a negociar amb el germà de Focas, Comencíol, que comandava l'exèrcit oriental. Comencíol el va empresonar i tenia la intenció d'executar-lo, però Filípic es va salvar quan el mateix Comencíol va ser assassinat.
El 612, va ser novament nomenat per Heracli com a magister militum per Orientem succeint al deshonrat Prisc, i va fer campanya contra els perses a Armènia. L'any 614, quan un exèrcit persa sota Shahin va envair Àsia Menor i va arribar a les costes del Bòsfor a Calcedònia, Filípic va envair el territori persa al seu torn, amb l'esperança de fer que Shahin es retirés.
Filípic va morir poc després i va ser enterrat en una església que havia construït a Crisòpolis.

## Possible autoria deStrategikon
Com a un dels principals generals de la seva època, i amb el temps i l'oportunitat d'escriure-ho en algun moment després del 603, durant els anys que va passar en un monestir, Filípic és un dels possibles autors del tractat militar conegut com Strategikon i tradicionalment atribuït a Maurici.